# ロング・トム (ロケット)
ロング・トム（Long Tom）はオーストラリアのロケット。1957年にウーメラ試験場で初めて打ち上げられた。
2段式ロケットで、1950年代にソールズベリーのWRE（Weapons Research Establishment）が開発を行った。当初はイギリスのブラック・ナイトや他の高高度フライトのためウーメラの設備を試験する用途で開発されたが、後にオーストラリア初の観測ロケットとして使用された。
1回目の発射には大型のスカイラーク発射台を使用したが、3回目の発射時に施設に損害をもたらしたため、ロング・トムチームは独自に3mの発射レールの建造を強いられた。
全長8.2mで、最高高度は120km。3枚のフィンによって安定化している。合計で16機が発射された。